# ستلر بلاد
ستلر بلاد (بالانجليزية: Stellar Blade بالكورية: 스텔라 블레이드)؛ هي لعبة أكشن ومغامرات، من تطوير الاستوديو الكوري شيفت أب ونشرت من قبل سوني إنتراكتيف إنترتينمنت، صدرت على جهاز بلايستيشن 5 في 26 أبريل 2024، تم اصدراها على الحاسب الشخصي في شهر 11 يونيو 2025.

## القصة
في المستقبل القريب، يطرد البشر من الأرض بعد حرب خاسرة ضد غزاة فضائيين يسمونهم النايتيبا. لاستعادة الأرض، تم ارسال بطلة الرواية ايف وفريقها للارض لمحاربة النايتيبا واستعادة الأرض. تلتقي ايف بأحد الناجين اسمه آدم، الذي يقودها إلى شي-ون، آخر مدينة بشرية على وجه الأرض. ثم تقوم ايف بتواصل مع أوركال الأكبر سنا وتقيم علاقات مع سكان شي-وون من أجل تعزيز مهمتها لإنقاذ الأرض.

## التطوير
أعلن عن اللعبة لأول مرة عبر عرض دعائي تحت عنوان "بروجيت ايف" في 4 أبريل 2019، لجهاز بلاي ستيشن 4 و إكس بوكس ون ومايكروسوفت ويندوز، يتم تطويرها على محرك أنريل إنجن 4 بواسطة استوديو شيفت اب الكوري. أعلن لاحقًا أن اللعبة سيتم اصدارها حصريا لجهاز بلايستيشن 5 في حدث بلايستيشن 5 المقام في سبتمبر 2021.

### الموسيقى
وفقاً لمخرج اللعبة كيم هيونغ-تاي، فقد تم إنشاء حوالي 60% من الموسيقى داخليًا، بينما تم إنشاء 40% الأخرى بواسطة استوديو موناكا الياباني من قبل كيتا إينوي وأوليفر جود، وهو استوديو تابع للموسيقي كييتشي أوكابي، الذي اشرف على موسيقى سلسلة نير.

## الاستقبال

### المبيعات
في يونيو 2024، أعلنت شركة شفت اب أن اللعبة باعت مليون وحدة. بحلول يونيو 2025، أعلن الاستوديو أن اللعبة باعت أكثر من 3 ملايين نسخة، مع بيع أكثر من مليون على الكمبيوتر الشخصي في 3 أيام منذ إطلاقها على الحاسب.
| استقبال |         |
| --- | ------- |
| مجموع النقاط المجموع نقاط ميتاكريتيك 81/100 [ 12 ] نتائج المراجعة نشرة نقاط دستركتويد 8/10 [ 13 ] يورو غيمر 4/5 [ 14 ] غيم إنفورمر 8.75/10 [ 15 ] غيم سبوت 8/10 [ 16 ] آي جي إن 7/10 [ 17 ] جو فيديو 17/20 [ 18 ] شاك نيوز 8/10 [ 19 ] |         |
| مجموع النقاط |         |
| المجموع | نقاط    |
| ميتاكريتيك | 81/100  |
| نتائج المراجعة |         |
| نشرة | نقاط    |
| دستركتويد | 8/10    |
| يورو غيمر | 4/5     |
| غيم إنفورمر | 8.75/10 |
| غيم سبوت | 8/10    |
| آي جي إن | 7/10    |
| جو فيديو | 17/20   |
| شاك نيوز | 8/10    |

## الإصدار
في حلقة ستات اوف بلاي لشهر سبتمبر 2022، تم الكشف عن العنوان النهائي للعبة "ستالار بلاد" وحصلت على استعراض لطريقة اللعب وتاريخ الإصدار المقرر في النصف الثاني 2023. ولكن في ديسمبر 2023، تم تأجيل اللعبة إلى 2024. في 27 مارس 2024، اعلن عن إصدار تجريبي للعبة والذي سيكون متاحًا في 29 مارس 2024.

## روابط خارجية
- الموقع الرسمي
- ستلر بلاد على موقع IMDb (الإنجليزية)